# Козловщинский сельсовет (Витебская область)
Козловщинский сельсовет (бел. Казлоўшчынскі сельсавет) — административная единица на территории Поставского района Витебской области Белоруссии. Административный центр — деревня Козловщина.

## История
Создан 12 октября 1940 года в составе Дуниловичского района Вилейской области. С 20 сентября 1944 года — в Полоцкой области, с 8 января 1954 года — в Молодечненской, с 20 января 1960 года — в Витебской.
20 января 1960 года после упразднения Дуниловичского района вошёл в состав Глубокского района, с 25 декабря 1962 года перешёл в состав Поставского района.
С 28 марта 2022 года деревня Мосты упразднена.

## Состав
Козловщинский сельсовет включает 22 населённых пункта:
- Буда — деревня.
- Веретеи — деревня.
- Вертинские — деревня.
- Губино — деревня.
- Законовщина — деревня.
- Ковали — деревня.
- Козловщина — деревня.
- Куницкие-1 — деревня.
- Ласица — деревня.
- Ласькие — деревня.
- Лашуки — деревня.
- Луцк-Козловский — деревня.
- Новики — деревня.
- Новинки — деревня.
- Париж — агрогородок.
- Осиногородок — деревня.
- Пискуны — деревня.
- Прусы — деревня.
- Рудое — деревня.
- Щетки — деревня.
- Якимовцы — деревня.
- Яловики — деревня.

Упразднённые населённые пункты:
- Гринвальды
- Куницкие 2
- Мосты — деревня

## Население
Население сельсовета согласно переписи 2009 года (22 населённых пункта) — 1175 человек, из них 96,7 % — белорусы, 1,6 % — русские, 0,9 % — поляки.